# Ferdinand Friedensburg (Politiker, 1824)

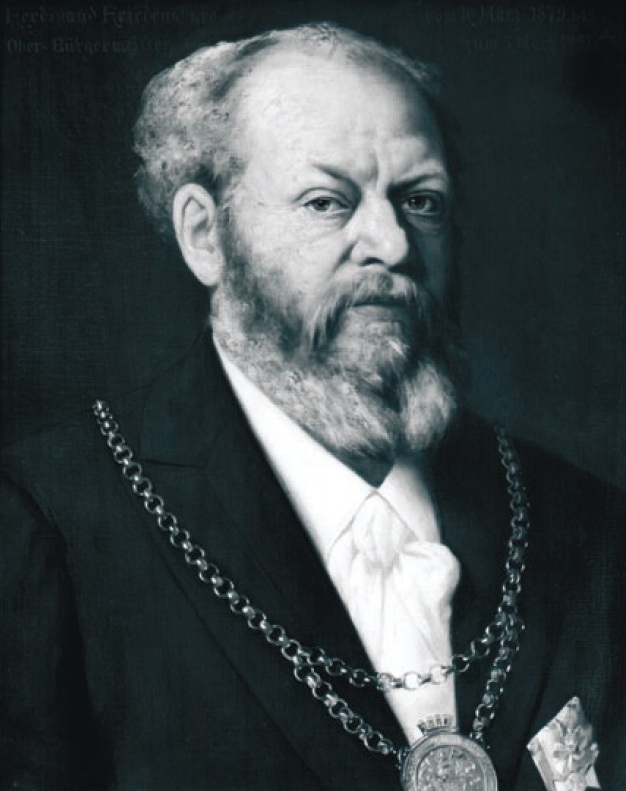
Ferdinand Friedensburg

Ferdinand Julius Ernst Friedensburg (* 27. Oktober 1824 in Beeskow an der Spree; † 5. März 1891 in Sanremo) war ein deutscher Jurist und liberaler Politiker (DFP). Er war von 1879 bis 1891 Oberbürgermeister von Breslau.

## Leben
Mit vier Jahren kam Ferdinand Friedensburg nach Breslau, wohin der Vater, der an den Befreiungskriegen als Offizier teilgenommen hatte, 1828 als Steuerinspektor versetzt worden war. Ab 1831 besuchte er dort das Elisabet-Gymnasium; Ostern 1843 erhielt er die Matura. Er immatrikulierte sich an der Universität Breslau, um Jura zu studieren. 1843 wurde er bei der Breslauer Burschenschaft aktiv und erhielt zum Schutz gegen die damaligen „Demagogenverfolgungen“ den Vulgo-Namen „Kuffe“. In seiner Studienzeit von 1843 bis 1846 wurde Friedensburg mehrmals wegen seiner hervorragenden Führungseigenschaften zum Sprecher der Burschenschaften gewählt. Er brachte große Studentenversammlungen zustande und bewirkte, dass ein allgemeines Ehrengericht für die ganze Studentenschaft (nicht nur für die studentischen Corps) beschlossen wurde.
Nachdem Friedensburg 1846 das erste Staatsexamen bestanden und promoviert hatte, arbeitete er am Breslauer Stadtgericht als „Auskultator“ (Gerichtsreferendar) und darauf als Referendar am damaligen „Appellationsgericht“ in Breslau. Mit seiner Militärpflicht erlangte er auch die Qualifikation als Offizier. Nach dem zweiten Staatsexamen (1851) wurde er 1852 Kreisrichter in Freystadt (vermutlich im heutigen Kożuchów), später in Liegnitz (das heutige Legnica). 1861 wurde er als Stadtgerichtsrat an das Breslauer Stadtgericht versetzt; im Jahre 1865 verließ er die Richterlaufbahn und wurde Anwalt. In dieser Zeit – bis zu seiner Oberbürgermeisterwahl – war er einer der beschäftigtsten Anwälte des Stadtgerichts. Er erhielt 1865 den Titel eines Justizrates.
Oberbürgermeister von Breslau
Als der damalige Breslauer Oberbürgermeister Max von Forckenbeck 1879 zurücktrat, um dieselbe Position in Berlin zu bekleiden, wurde Friedensburg in das freie Amt gewählt.
Breslau, eine im raschen Wachstum begriffene Stadt, hat diesem Mann viel zu danken. Es werden hervorgehoben: Ablösung des Patronatsrechtes, Einführung der elektrischen Beleuchtung, die Lösung der damals wichtigen Schlachthof- und Schlachtviehmarktsfrage, umfangreiche Schulneubauten und Anlage eines botanischen Schulgartens, Umgestaltung der Lehrerbesoldungsverhältnisse und „Reliktenfürsorge“ (Renten) für Lehrer und Beamte, Umgestaltung des städtischen Sanitätswesens und der öffentliche Gesundheitspflege, Neubau des Standesamtes, der Stadtsparkasse und Stadtbibliothek, Bildung einer Alterssparkasse (um im liberalen Sinne jeden Mitbürger anzuregen, für sein Alter selbst vorzusorgen, im Gegensatz zum heutigen Wohlfahrtsstaat), auch die gesamte Verschönerung der Stadt etc.
Die Elektrifizierung der Straßenbahn wurde eingeleitet, Stahlbrücken entstanden, zur „Irrenpflege“ wurde eine neue Station auf neuzeitlichem Niveau eingerichtet, die Planungen zur Schifffahrts- und Hochwasserregulierung wurden abgeschlossen.
Die Stadt wurde mit einem Netz von Bedürfnisanstalten überzogen, im Volksmund „Friedensburgen“ genannt.
Friedensburg vertrat die Stadt Breslau, die damals zweite Stadt Preußens, im Preußischen Herrenhaus, lange Jahre saß er im Provinziallandtag und war Mitglied des Provinzialausschusses Schlesiens. Den Idealen der Burschenschaft, seiner Studentenverbindung, folgte er sein Leben lang.
Er war in der Fortschrittspartei in Breslau und als Vorsitzender des fortschrittlichen Wahlvereins politisch engagiert und blieb auch als Oberbürgermeister seinen freisinnigen Überzeugungen treu. Bismarck urteilte über ihn, „dieser Friedensburg sei zwar ein lästiger Liberaler, aber, das müsse man ihm lassen, er sei ein tüchtiger Kerl!“.
Um sich von schwerer Krankheit zu erholen, reiste er Ende 1890 an die Italienische Riviera nach Sanremo. Dort verstarb er am 5. März 1891, fünf Tage vor Ablauf seiner zwölfjährigen Amtszeit, damit war Friedensburg der erste „im Dienst“ verstorbene Oberbürgermeister von Breslau.
Die Stadt benannte ihm zu Ehren damals eine Friedensburg-Straße nördlich der Dominsel, die heute „ulica Mieszka I“ heißt.

## Familie
Friedensburg war verheiratet mit Clara Franz und hatte drei Kinder. Seine unverheiratete jüngste Tochter Gertrud begleitete ihn auf seiner letzten Reise an die ligurische Mittelmeerküste. Sein Sohn Ferdinand (1858–1930) war Jurist und Numismatiker, er schrieb über mittelalterliche und neuzeitliche Münzkunde.
Sein Enkel Ferdinand Friedensburg (1886–1972) war von Dezember 1946 bis Februar 1951 stellvertretender Oberbürgermeister Groß-Berlins. Während der Berlin-Blockade vertrat er dreieinhalb Monate die erkrankte Oberbürgermeisterin Louise Schroeder.
Sein Urenkel Ferdinand Friedensburg (1917–2009) war Diplomat und u. a. deutscher Botschafter in Madagaskar.

## Porträt
Das offizielle Gemälde von Ferdinand Friedensburg, das ihn mit der Oberbürgermeisterkette zeigt, hing im Breslauer Rathaus, ist aber seit dem Zweiten Weltkrieg verschollen.
Als Ersatz hat die Familie Friedensburg ein Porträt, 1890 gefertigt von dem schlesischen Maler Max Krusemark (1852–1905), der Stadt Breslau geschenkt. Im Rahmen eines Festaktes überreichte Theodor-Alexander Friedensburg, ein Nachfahre von Ferdinand Julius Ernst Friedensburg, das Ölbild, das seit seiner Entstehung im Familienbesitz war, am 18. September 2010 in Wrocław an den früheren Oberbürgermeister und damaligen polnischen Minister für Kultur und nationales Erbe Bogdan Zdrojewski. Das Bild ist jetzt ausgestellt in einem Raum im Breslauer Schloss, in dem bereits weitere Erinnerungsstücke an den früheren Oberbürgermeister der Öffentlichkeit präsentiert werden. So unter anderem eine in Leder gebundene und von Karl Klimm aufwendig verzierte Dankesurkunde der Magistratsmitglieder für die Zusammenarbeit in Friedensburgs Amtszeit, die von den Breslauer Sammlungen Köln zur Verfügung gestellt wurde.